# 太府寺
太府寺（たいふじ）は、王朝時代の中国の官署である。九寺のひとつ。
漢代の少府を起源とする。北斉のときに置かれ、府庫の金帛を管理し、器物の営造を管掌した。唐代には宮廷の財貨や官庫を管理し、貿易や長安洛陽両京の四市をも管掌した。太府寺の長官は太府寺卿といい、その官位は従三品とされた。次官は太府寺少卿といい、その官位は従四品上とされた。